# Convento de los Ángeles (Las Hurdes)
El convento de los Ángeles fue un antiguo convento del norte de la provincia española de Cáceres, ubicado en la comarca de Las Hurdes.

## Descripción
El convento, ubicado en la comarca de Las Hurdes, se encontraba ya en completa ruina a mediados del siglo XIX. Se alzaba junto al río de igual nombre. Perteneció a la Orden Franciscana. Aparece descrito en el segundo volumen del Diccionario geográfico-estadístico-histórico de España y sus posesiones de Ultramar de Pascual Madoz de la siguiente manera:

ANGELES: conv. suprimido en desp. en la prov. de Cáceres, part. jud. de Granadilla, térm. de Bijuela, alq. del concejo de Pino Franqueado, en el terr. de las Hurdes: sit. en la pendiente S. de la alta sierra que divide las dos prov. de Cáceres y Salamanca, junto al Canchal llamado «Mea-cera» en el que nace el r. del mismo nombre de este Santuario, en terreno quebrado, áspero y montañoso: se halla en total ruina habiendo desaparecido todas las maderas, hierro, piedras labradas y cuanto habia de algun valor: perteneció á la órden de San Francisco. La sierra en que se halla este conv. lleva tambien el nombre de los Angeles, y sus faldas occidentales se estienden hácia los pueblos de Robledillo y Descargamaría en el part. de los Hoyos de la misma prov., dando nacimiento por esta parte al r. Arrago.
Madoz, 1845, p. 309)

En la actualidad se conservan todavía restos del convento.